# Bánya (heraldika)
A bánya ritka címerkép a címertanban. A magyar heraldika realista jellegének megfelelően előfordulhat teljes sematikus bányaábrázolás a bányajáratokkal és a bányászokkal vagy csak a bányanyílás, esetleg néhány járat. Ilyenkor is gyakran szerepelnek a bányászok.
A heraldikában különféle bányászati építmények, képződmények és eszközök fordulnak elő, mint a bányahegy, a tárójárat, az akna, a felvonó tornya, a csillék stb. Nagybánya, Felsőbánya és Máramaros vármegye címerében ezüsthegy, tárószáj és vésővel, kalapáccsal, ékkel dolgozó ünneplőruhás bányászok vannak.

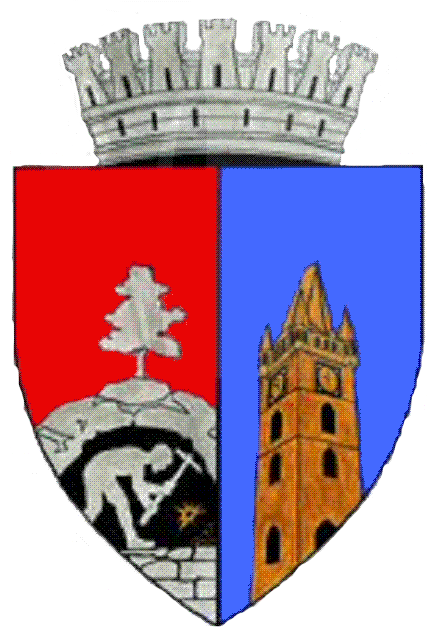
Nagybánya címere
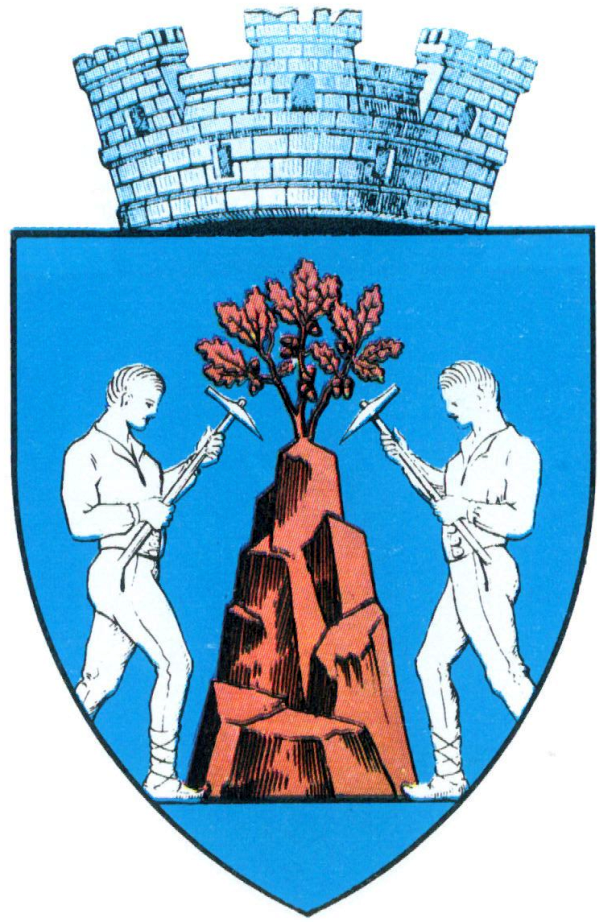
Felsőbánya